# 木村義雄 (油谷町長)
木村 義雄（きむら よしお、1897年（明治30年）8月16日 – 1988年（昭和63年）5月27日）は、日本の医師、政治家。

## 経歴
1897年、山口県大津郡仙崎町（現・長門市仙崎）に生まれる。1921年、岡山医学専門学校を卒業。
1937年に妻の従兄弟で当時の日置村長の安倍寛（安倍晋三の祖父）の勧めで大津郡日置村に産婦人科医院を開業。1946年に安倍が死去すると、安倍が出馬を予定していた第22回衆議院議員総選挙に、安倍の長男である安倍晋太郎が被選挙権を得るまでのつなぎ役として出馬し当選するも、戦時中に地元の大政翼賛会の幹部を務めた事により公職追放され、衆議院議員の地位を失う。
1965年から油谷町長を1期務め、1971年には勲四等瑞宝章を受章。1988年5月27日死去。

## 家族
木村家は江戸時代から続く医家であり、義雄は木村家の婿養子である。
- 岳父 - 木村太郎[5]（医師）
- 妻 - 節子[5]（木村太郎の長女、安倍寛の従姉妹）

## 脚註